# Walter Wink
Walter Wink (Dallas, 21 maggio 1935 – Sandisfield, 10 maggio 2012) è stato un teologo e biblista statunitense.

## Biografia
Winx ha conseguito il bachelor of arts nel 1956 alla Southern Methodist University e ha continuato gli studi a New York, dove ha conseguito il Master of Divinity nel 1959 e il Ph.D. in teologia nel 1963. Nel 1961 è stato consacrato pastore metodista e dal 1962 al 1967 ha esercitato il suo ministero a Hitchcock. In seguito si è dedicato all'insegnamento all'Union Theological Seminary, dove è stato professore assistente dal 1967 al 1970 e professore associato dal 1970 al 1976. Nel 1976 si è trasferito, in qualità di professore ordinario di Interpretazione biblica, all'Auburn Theological Seminary, dove è rimasto fino alla fine della sua carriera. Nel 2005 si è ritirato dall'insegnamento, diventando professore emerito.
Wink si è occupato di ricerche sul Gesù storico, delle relazioni tra la psicologia e gli studi biblici e dei rapporti della religione cristiana con le strutture di potere, il pacifismo e l'omosessualità, argomenti su cui ha scritto una quindicina di libri sia come autore che come curatore editoriale. Le sue posizioni gli hanno attirato contestazioni da parte di altri teologi.

## Libri principali

### Come autore
- John the Baptist in the Gospel Tradition, Cambridge University Press, 1968.
- The Bible in Human Transformation, Fortress Press, Philadelphia, 1973.
- Naming the Powers: The Language of Power in the New Testament, Fortress Press, Philadelphia, 1984.
- Unmasking the Powers: The Invisible Forces That Determine Human Existence, Fortress Press, Philadelphia, 1986.
- Violence and Nonviolence in South Africa, New Society Publishers, Philadelphia, 1987.
- Engaging the Powers: Discernment and Resistance in a World of Domination, Fortress Press, Minneapolis, 1992.
- Transforming Bible Study, Abingdon, Nashville, 1990.
- Proclamation 5: Holy Week, Year B, Fortress Press, Minneapolis, 1993.
- Cracking the Gnostic Code: The Powers in Gnosticism, (Society of Biblical Literature Monograph Series), Scholars Press, Atlanta, 1993.
- When the Powers Fall: Reconciliation in the Healing of Nations, Fortress Press, Minneapolis, 1998.
- The Powers That Be: Theology for a New Millennium, Doubleday, New York, 1999.
- John the Baptist in the Gospel Tradition, Wipf & Stock Publishers, 2001.
- The Human Being: Jesus and the Enigma of the Son of the Man, Fortress Press, 2001.
- Jesus and Nonviolence: A Third Way, Augsburg Fortress, 2003.
- Just Jesus: My Struggle to Become Human, Image, 2014.

### Come curatore editoriale
- Homosexuality and Christian Faith: Questions of Conscience for the Churches, Minneapolis: Fortress Press, 1999.
- Peace Is The Way: Writings on Nonviolence from the Fellowship of Reconciliation., Orbis Books, 2000.